# Катріна (ураган)
Ураган Катріна (англ. Hurricane Katrina) — найбільш руйнівний ураган в історії США. Це був ураган 5 категорії за шкалою ураганів Саффіра-Сімпсона, шостий за силою ураган Атлантичного басейну за всю історію спостережень. Він сформувався 23 серпня 2005 року в районі Багамських островів, досяг свого піку 28 серпня і розсіявся 31 серпня 2005 року. Швидкість вітру (постійна за 1 хвилину) досягала 77 м/с. Найнижчий атмосферний тиск — 902 мбар (677 мм рт. ст.). Загальні збитки — 81,2 млрд. доларів США (на 2005 рік) (найдорожчий атлантичний ураган за всю історію). 1836 смертельних випадків. Вражені території: Багамські острови, південна Флорида, Луїзіана (особливо Великий Новий Орлеан), Міссісіпі, Алабама, Флорида (північно-західна частина штату), велика частина сходу Північної Америки.
Катріна сильно спустошила північне узбережжя Мексиканської затоки Сполучених Штатів. Найбільше висвітленим пресою був ефект урагану Катріна на Новий Орлеан і узбережжя річки Міссісіпі.

## Перебіг урагану
27 серпня 2005 пройшов над узбережжям Флориди недалеко від Маямі. Кількома днями пізніше — над Мексиканською затокою.

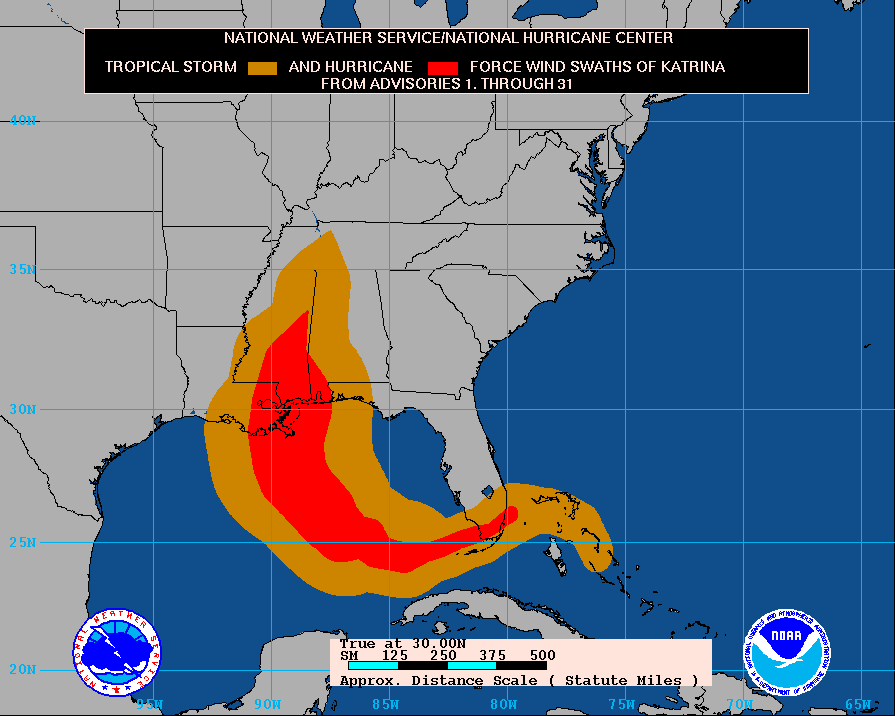
Шлях урагану Катріна

Швидкість вітру під час цього урагану досягла 280 км/год.
Багато міст на південно-східному узбережжі Сполучених Штатів затопило. Деякі будинки у Новому Орлеані зруйновані, і близько 80% території міста (40 000 осель) повністю затоплені водою.
Встановити справжні розміри природного лиха можна буде лише наприкінці тижня. За попередніми оцінками:
- Близько 800 тисяч осіб, які перебувають у зоні лиха, позбавлені електроенергії та телефонного зв'язку;
- Кількість жертв перевищила 80 осіб;
- матеріальна шкода, завдана буревієм, перевищує $100 млрд.

### 1 вересня і вересень
Близько 2 мільйонів мешканців штатів Алабама, Міссісіпі та Луїзіана опинилися без електроенергії, а сотні тисяч терміново потребували води та їжі. Понад 20 тисяч осіб, які ховалися від буревію на стадіоні «Супердоум» (Новий Орлеан), виявилися майже відрізаними від зовнішнього світу. У схожій ситуації опинилося багато інших жителів Нового Орлеану, рівень води в якому за останній день підвищився до 6 метрів. Без даху над головою залишилося більше 1 000 000 чоловік.

## Наслідки
Територія, що постраждала від стихійного лиха становить близько 200 000 км² (третина території України). Офіційно підтверджено смерть 1185 осіб.
За оцінками експертів збитки завдані буревієм перевищили $26 млрд. Це перевищує збитки від урагану Ендрю в 1992 році і навіть перевищує збитки завдані землетрусом в Індонезії в 2004.
Більше ніж двомільйонне місто втратило більше 2/3 свого населення. Найбільше число людей (300 тисяч) переїхало в сусідній Батон-Руж; 100 тисяч — до Атланти (Джорджія), багато — до Г'юстона (Техас) і Нью-Йорку.

### Галерея катастрофи

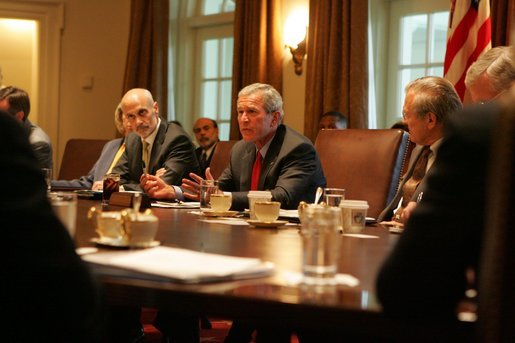
Майкл Чертофф, міністр національної безпеки, зліва, і Міністр оборони Дональд Рамсфельд, Президент Джорж Буш зустрічаються з членами робочої групи з відновлення після урагану Катріна 31 серпня, 2005, в Білому домі.
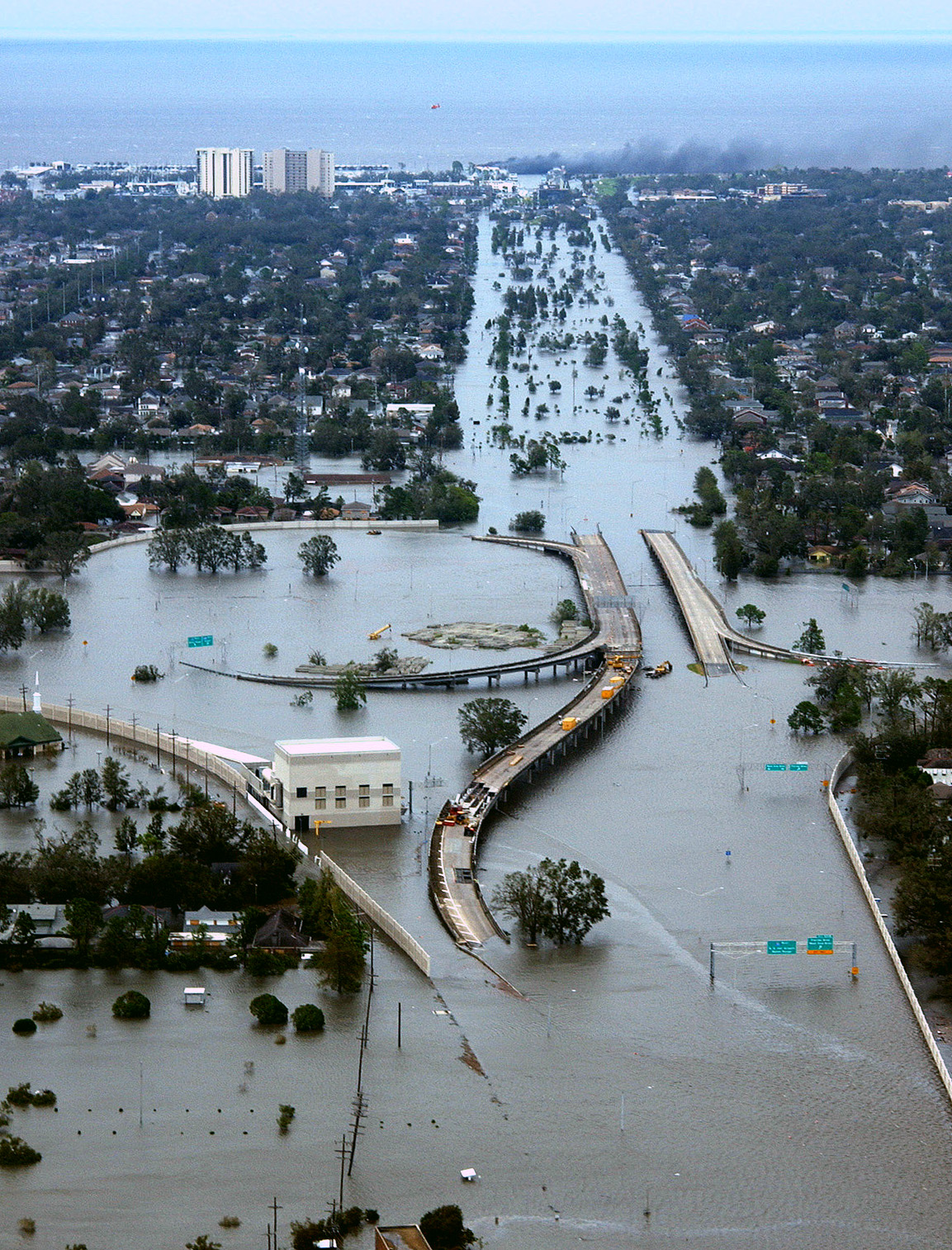
Затоплена автострада I-10/I-610/Захід Кінцевий бульвар.
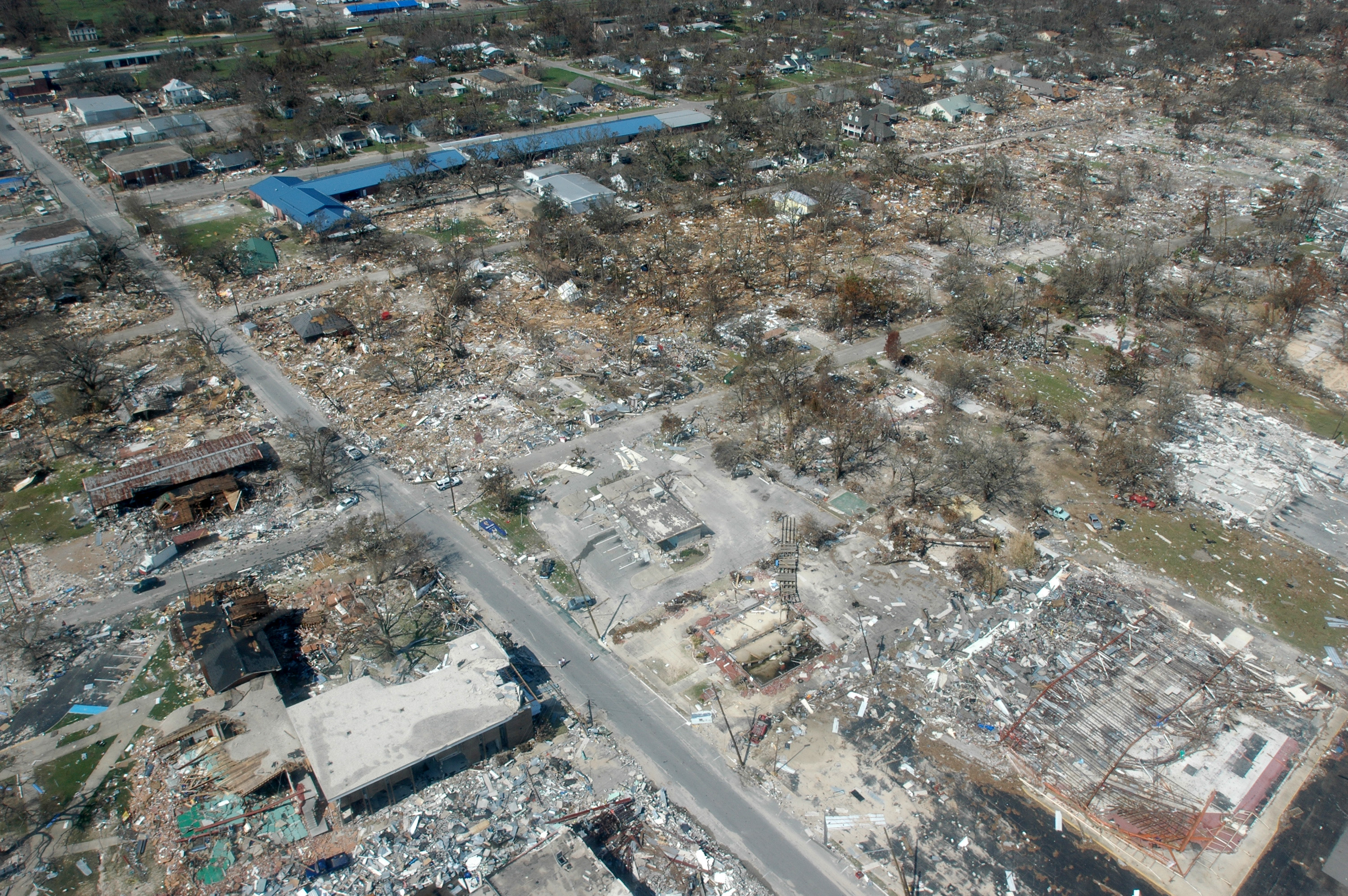
Пошкодження Лонг Біч, Міссіссіппі ураганом Катріна
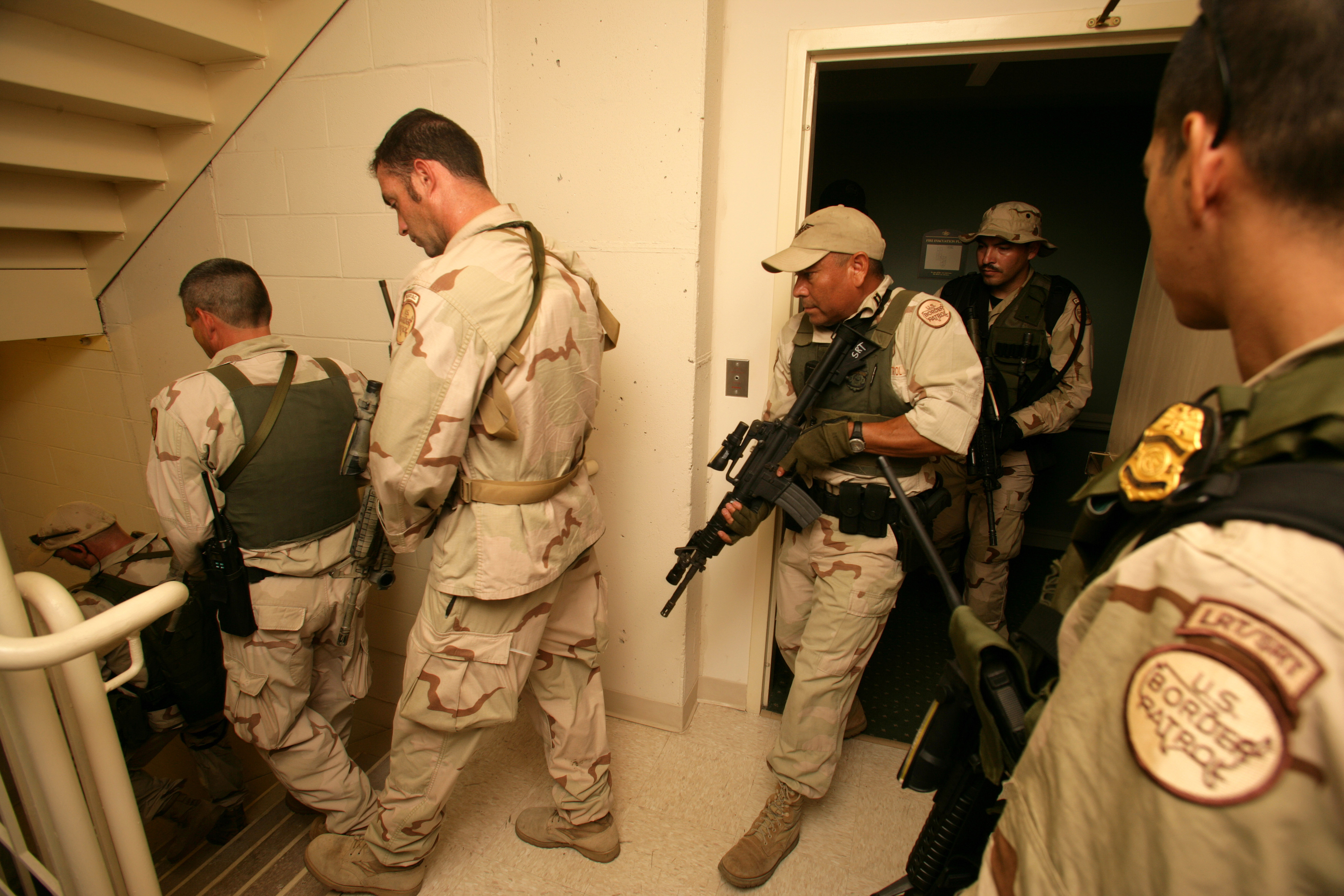
Прикордонний загін особливого призначення підрозділ обшукує готель, кімната за кімнатою, в Новому Орлеані у відповідь на посилення мародерства і криміналу
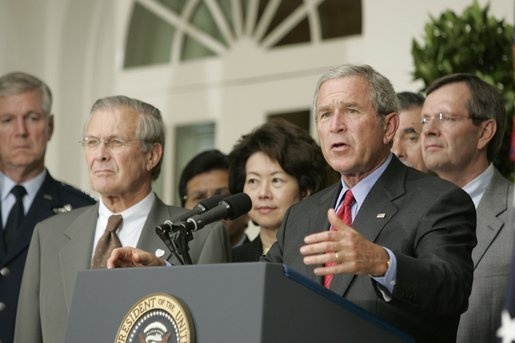
Президент Джордж Буш і міністр оборони Дональд Рамсфельд, Міністр Праці Елейн Чао й Міністр Охорони здоров'я і Служби людям Майк Лівіт під час прес-конференції в Роуз Гарден, присвяченій спустошенню узбережжя ураганом Катріна
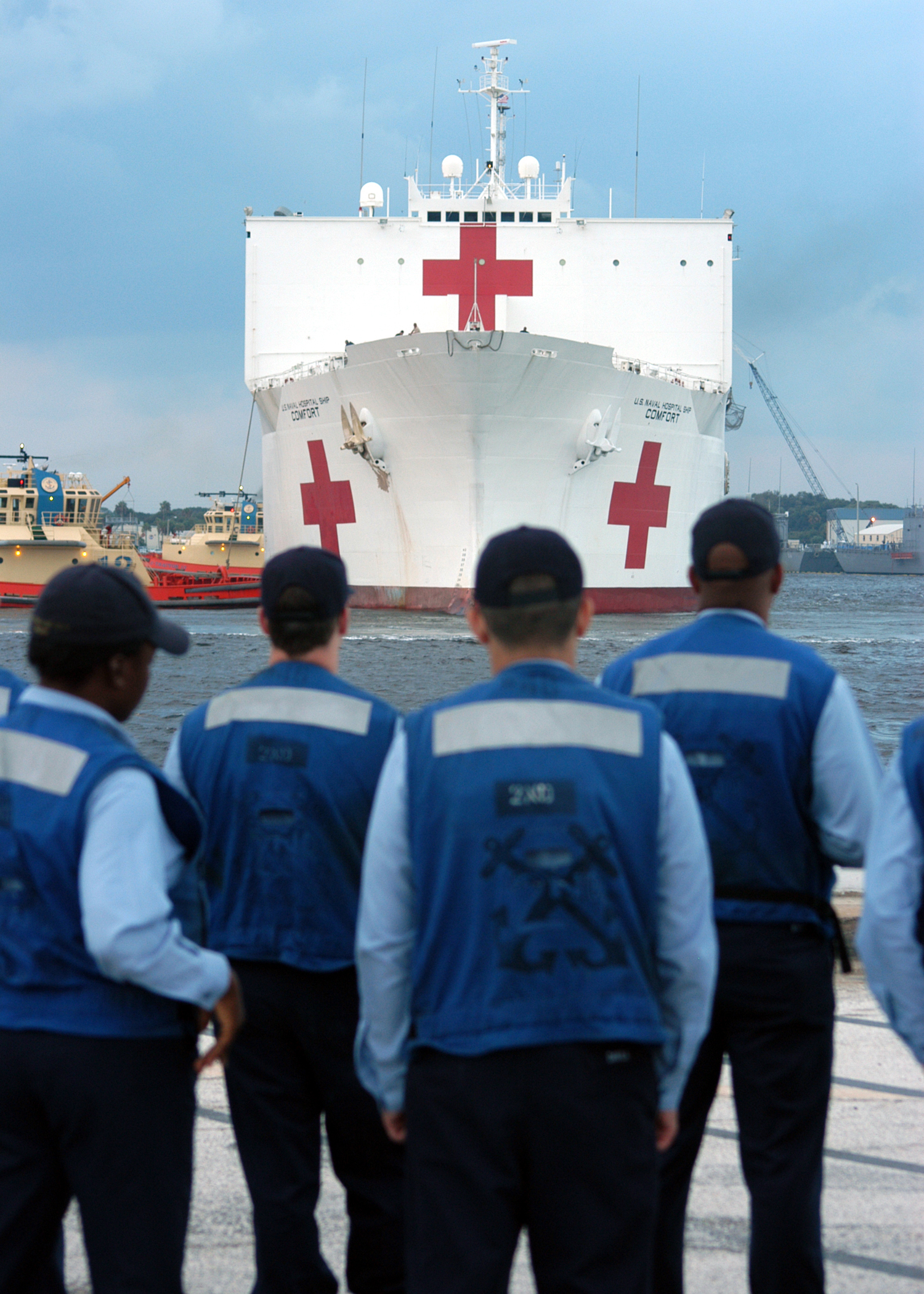
USNS Комфорт приймає припаси в Майпорт, Флорида
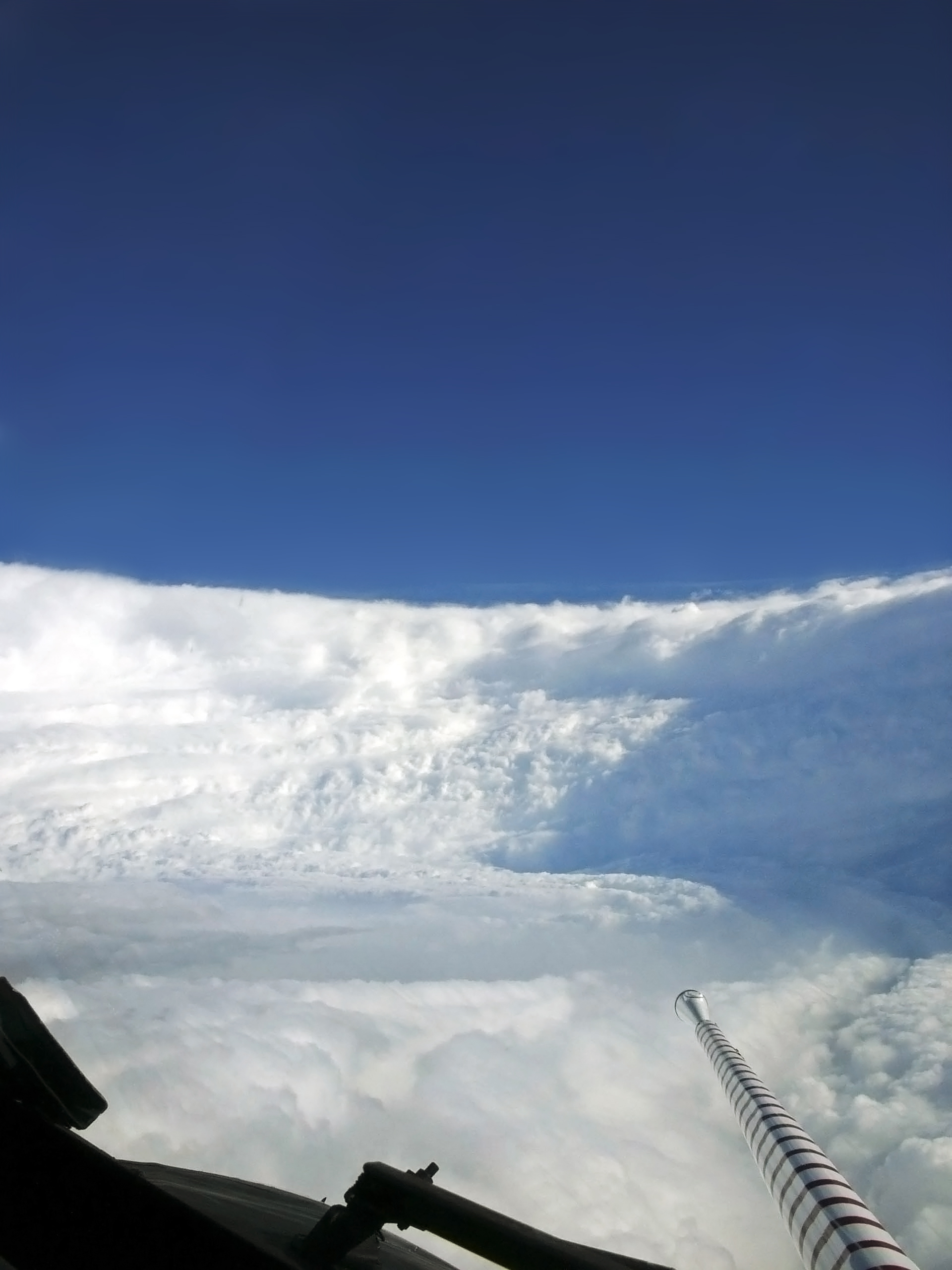
Вид центру урагана Катріна на 28 серпня, 2005, згідно з NOAA WP-3D опцією ураганномисливського літака перед падінням шторму на узбережжя США

| Найінтенсивніші атлантичні урагани | Найінтенсивніші атлантичні урагани | Найінтенсивніші атлантичні урагани | Найінтенсивніші атлантичні урагани | Найінтенсивніші атлантичні урагани | Найінтенсивніші атлантичні урагани |
| Місце                              | Ім'я                               | Сезон                              | Тиск (гПа)                         |                                    |                                    |
| ---------------------------------- | ---------------------------------- | ---------------------------------- | ---------------------------------- | ---------------------------------- | ---------------------------------- |
| 1                                  | «Вільма»                           | 2005                               | 882                                |                                    |                                    |
| 2                                  | «Гілберт»                          | 1988                               | 888                                |                                    |                                    |
| 3                                  | «День праці»                       | 1935                               | 892                                |                                    |                                    |
| 4                                  | «Ріта»                             | 2005                               | 895                                |                                    |                                    |
| 4                                  | «Мілтон»                           | 2024                               | 895                                |                                    |                                    |
| 6                                  | «Аллен»                            | 1980                               | 899                                |                                    |                                    |
| 7                                  | «Камілла»                          | 1969                               | 900                                |                                    |                                    |
| 8                                  | «Катріна»                          | 2005                               | 902                                |                                    |                                    |
| 9                                  | «Мітч»                             | 1998                               | 905                                |                                    |                                    |
| 9                                  | «Дін»                              | 2007                               | 905                                |                                    |                                    |
| Джерело:                           |                                    |                                    |                                    |                                    |                                    |

### Новий Орлеан
В Новому Орлеані прорвало дві дамби, близько 80% території міста повністю затоплені водою.

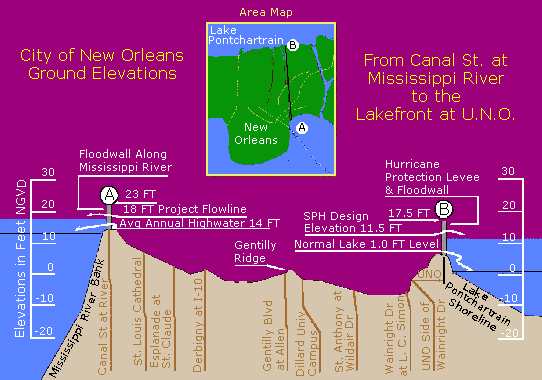
Розріз міста Новий Орлеан. З двох сторін вода озера Понтчартрейн і ріки Міссіссіппі; в центрі, внизу місто нижче рівня води моря. А і В — дамби, максимальна висота яких, що могла стримати воду була 7 м (23 фута)

В місті було оголошено воєнний стан. Мер віддав наказ приблизно 1,5 тисячам поліцейських, котрі брали участь у рятувальних роботах, зосередитися на боротьбі з численними мародерами, котрі грабують магазини і склади. За його словами, мародери, користуючись хаосом, крадуть електроніку й електропобутові прилади, одяг і все, що потрапляє під руку.

### Енергетична криза
В районі Мексиканської затоки добувається близько четвертини нафти і газу США. Продукція НПЗ цього регіону складає велику частину від загальної в США. Внаслідок урагану більшість нафтодобувних підприємств і НПЗ не працює, тому ціни на нафтопродукти в США і всьому світі різко зросли. 1 вересня ціна бареля (близько 159 літрів) нафти на Нью-Йоркській біржі становила $70,85. Ціна бензину Super (A95) в Німеччині з 29 серпня до 3 вересня зросла на 0,18 € до 1,45 € за літр.
США почали використовувати свій стратегічний резервний запас нафти.

### Відображення в культурі
Гурт Linkin Park відобразив події катастрофи у пісні The Little Things Give You Away.

## Допомога
Президент і влада США потрапили під жорстку критику за вкрай погану організацію допомоги постраждалим від урагану.
Сенат США виділив 10,5 мільярдів доларів для надання екстреної допомоги штатам Луїзіана, Алабама та Міссісіпі.
Допомогу Сполученим Штатам запропонували понад 50 держав.
Генеральний секретар ООН Кофі Аннан запропонував будь-яку допомогу, яку ООН може надати.